# Wallstraße (Berlin)
Die Wallstraße ist eine 900 Meter lange Straße im Berliner Ortsteil Mitte im gleichnamigen Bezirk. Sie befindet sich im historischen Stadtteil Neu-Kölln und entstand in der Mitte des 17. Jahrhunderts in der Nähe des Köpenicker Tors der Memhardtschen Stadtbefestigung, von der auch ihr Name stammt.

## Verlauf

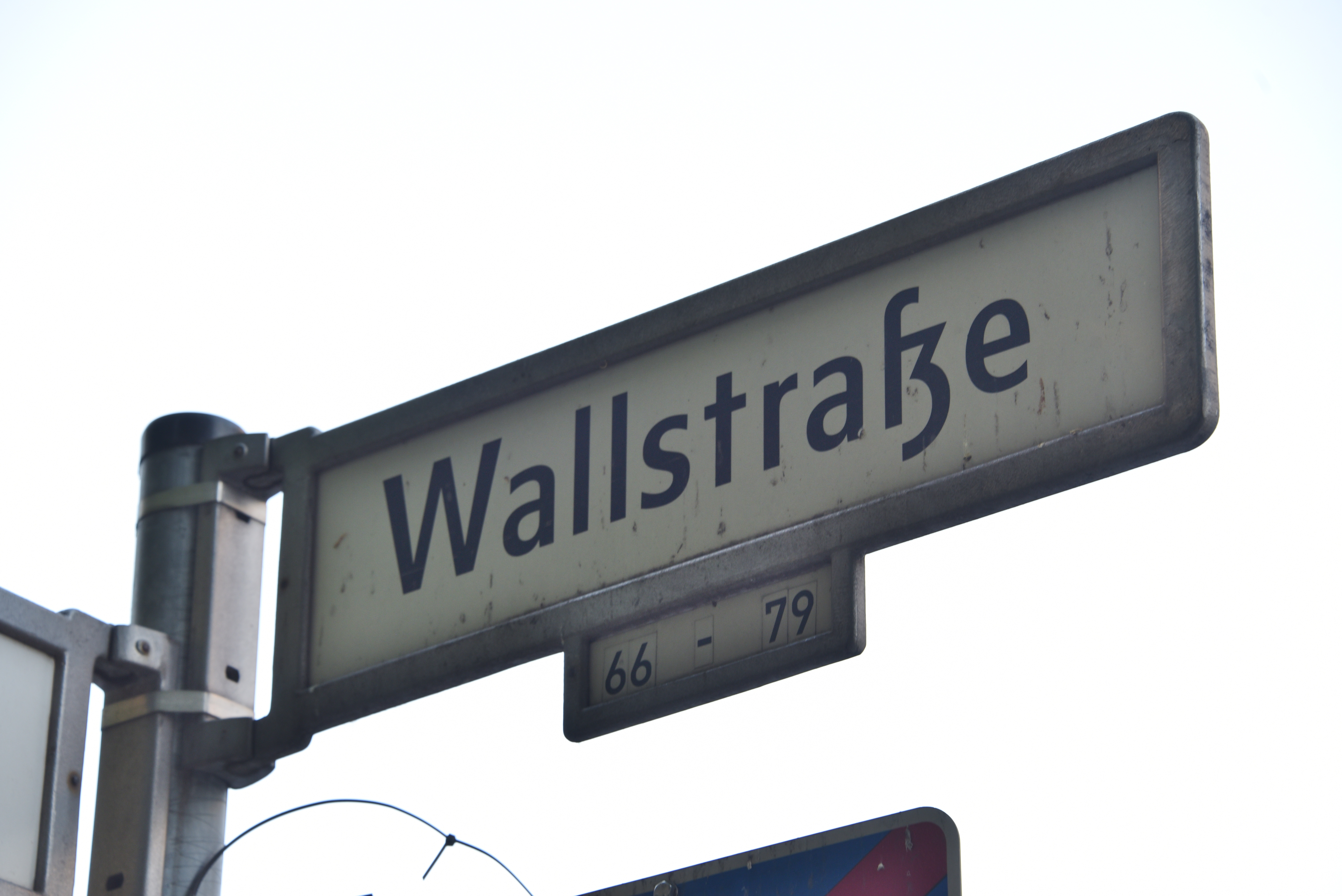
Straßenschild

Die etwa 900 Meter lange Straße beginnt am Spittelmarkt, verläuft in nordöstlicher Richtung etwa parallel zum Spreekanal bis zur Straße Märkisches Ufer, in die sie übergeht.
Die Wallstraße wird auf einer Länge von etwa 650 Metern von der U-Bahn-Linie 2 unterfahren. Im Straßenverlauf gibt es zwei U-Bahnhöfe: Spittelmarkt und Märkisches Museum.

## Namenserläuterung
Seit etwa 1800 trägt die Wallstraße auf der gesamten Länge zwischen Spittelmarkt und Waisenbrücke ihren Namen.
Es gibt zwar Quellen, die eine Benennung in Wallstraße schon 1786 angeben, allerdings wird auf den Karten bis 1789 die Straße immer mit Neu Cöln bezeichnet, im Jahr 1792 mit Neu Cöln oder Wallstraße.

## Geschichte
Im 17. Jahrhundert entstand eines der früheren Stadtviertel Berlins, genannt Neu-Kölln. Einer seiner Verkehrswege verlief entlang der Memhardtschen Festungswerke auf einer gesondert aufgeschütteten Wallanlage, hatte jedoch keinen eigenen Namen. Als Teile der Festungsanlage ab 1737 abgetragen wurden, bebaute man die Straße beidseitig bis an den früheren Grünen Graben.

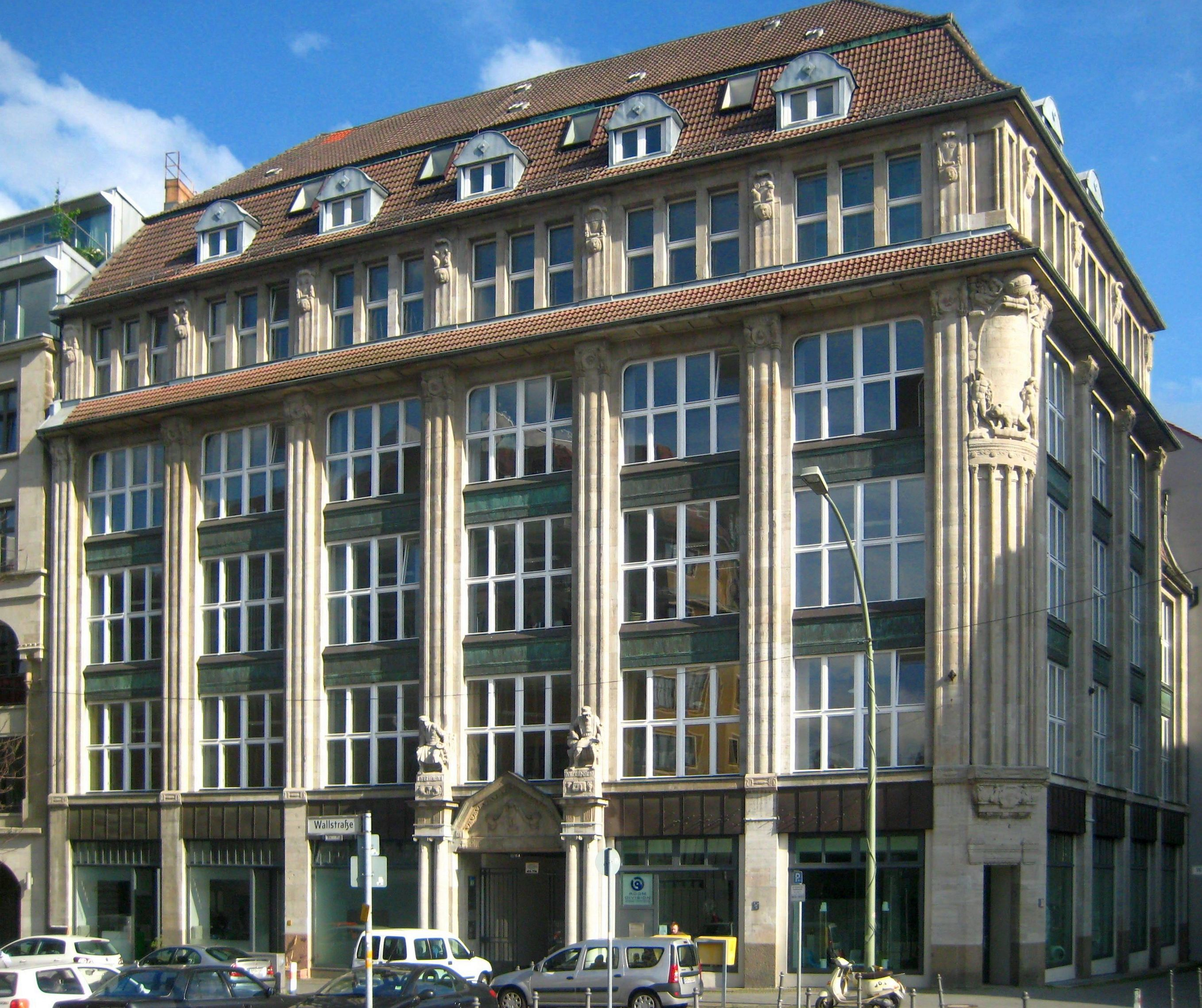
Baudenkmal Geschäftshaus Wallstraße 15/15a

Ab 1738 wurde die heutige Straße auf der Länge vom Gertraudenhospital bis zur Waisenbrücke Neu-Cöln genannt.
Auf dem Sotzmann-Plan von 1792 ist die Straße mit Neu Cöln oder Wallstraße bezeichnet.
Im Volksmund wurde Ende des 18. bis Anfang des 19. Jahrhunderts der Teil zwischen Neuer Roßstraße bis zur Waisenbrücke nach der hier befindlichen Sirupmanufaktur (auf dem Gelände des späteren Neuen Hospitals) auch Siropsgasse genannt.
Ab 1803 wird in Karten die Straße in voller Länge als Wallstraße bezeichnet.
Um die Jahrhundertwende zum 20. Jahrhundert entstanden insbesondere auf der Südseite der Straße große Geschäftshäuser bedeutender Berliner Firmen wie Ravené und Spindler. Am nördlichen Ende der Straße, am damaligen Märkischen Platz wurde 1907 das Märkische Museum fertiggestellt. 1908 ging der U-Bahnhof Spittelmarkt in Betrieb und war der Endbahnhof der zweiten Berliner U-Bahn-Linie und hatte über das Gleisdreieck Anschluss zu den Endbahnhöfen Warschauer Brücke und Knie. 1913 wurde die U-Bahn unter der Wallstraße entlang verlängert zum Alexanderplatz und weiter zum damaligen Endbahnhof Nordring. Zwischen der Neuen Roßstraße und der Inselstraße entstand der U-Bahnhof Inselstraße (heute Märkisches Museum).
Ab 1926 fuhren auch Straßenbahnen im Abschnitt zwischen Spittelmarkt und Inselstraße durch die Wallstraße. Die am 2. November 1926 eingeweihte Strecke entstand während der Umgestaltung des Spittelmarktes als Ersatz für eine ältere Verbindung, die über die Neue und Alte Jakobstraße sowie die Seydelstraße führte. Bereits um das Jahr 1900 gab es Planungen für eine Verlängerung der Straßenbahn Berlin–Hohenschönhausen über die Wallstraße zum Spittelmarkt, was damals jedoch aufgrund der geringen Straßenbreiten abgelehnt wurde.
Im Zweiten Weltkrieg wurden insbesondere im östlichen Abschnitt zahlreiche Gebäude zerstört.
1966 bis 1967 wurde zwischen Wallstraße und Neuer Jakobstraße, auf dem ehemaligen Gelände der Loge zu den drei Weltkugeln, ein Schulkomplex bestehend aus zwei Schulen und zwei Turnhallen nach Entwürfen des Planungskollektivs J. Seifert errichtet.
Die durch die Wallstraße führende Straßenbahnstrecke mit ihrer Fortsetzung zum Leipziger Platz wurde am 24. August 1970 stillgelegt. Die Gleise waren bis 1998 im Straßenpflaster vorhanden.
Zwischen 1990 und 2020 wurden nahezu alle durch Kriegszerstörungen entstandenen Lücken meist mit Wohnhäusern bebaut. Auf dem Schulstandort, Wallstraße 32, mit den mittlerweile drei Schulgebäuden wurde eine neue Turnhalle und eine Aula errichtet. Der südliche Schulbau beherbergt seit 2009 das Theaterhaus Berlin Mitte.

## Besondere Bauten und Denkwürdigkeiten

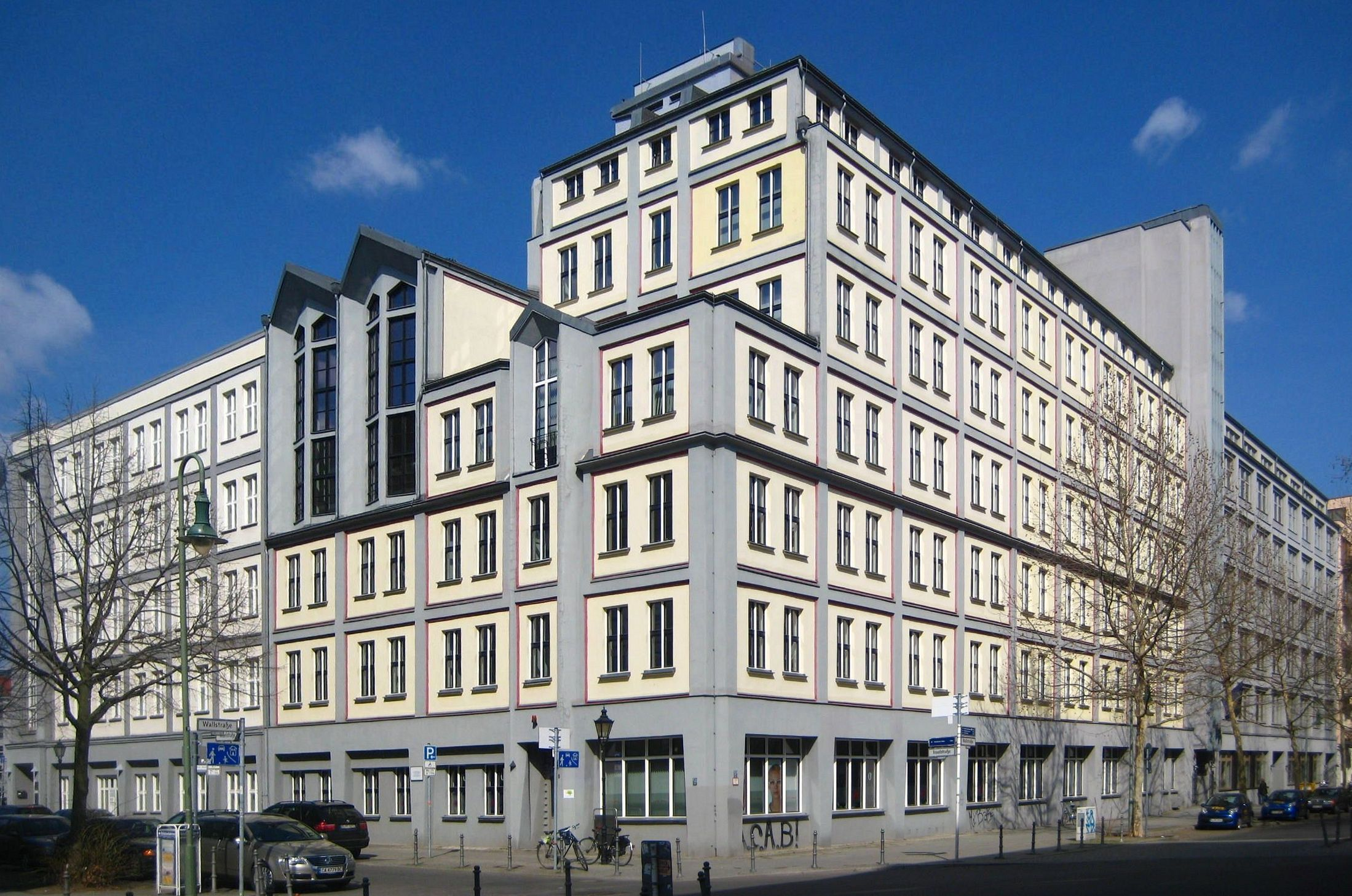
Baudenkmal Bürohaus des Allgemeinen Deutschen Gewerkschaftsbundes, Wallstraße 61–65

→ Liste der Kulturdenkmale in Berlin-Mitte/Neu-Kölln – Denkmalbereiche (Ensemble)
→ Liste der Kulturdenkmale in Berlin-Mitte/Neu-Kölln – Denkmalbereiche (Gesamtanlagen)
→ Liste der Kulturdenkmale in Berlin-Mitte/Neu-Kölln – Baudenkmale
- Nr. 15/15a: Die Gold-, Silberwaren- und Uhrengroßhandlung Richard Lebram errichtete 1911 an der Ecke Neue Grünstraße ein Geschäftshaus (Architekten: Hoeninger & Sedelmeier). Das Gebäude war eines der modernsten seiner Zeit, ausgestattet mit Fahrstühlen, Telefonnetz, Rohrpost, Zentralheizung, Waschräumen und einem Speisesaal für Mitarbeiter.[11]

- Nr. 17–22: bis 1989 Zentrale des Bereichs Kommerzielle Koordinierung unter Staatssekretär Alexander Schalck-Golodkowski[12] (inzwischen abgerissen und neu bebaut)

- Nr. 42: Zwischen 1865 und 1868 entstand an der Ecke Inselstraße der Neubau für das Köllnische Gymnasium nach Plänen von Adolf Gerstenberg.

- Nr. 52–54: Im Jahr 1907 wurde das Märkische Museum nach Plänen von Ludwig Hoffmann fertiggestellt. Es entstand in dem 1883 angelegten Köllnischen Park.

- Nr. 61–65: Der Allgemeine Deutsche Gewerkschaftsbund  errichtete 1922 bis 1923 an der Ecke Inselstraße ein Bürohaus nach Plänen von Max Taut und Franz Hoffmann. 1930 bis 1932 wurde es von Walter Würzbach erweitert.

- An der Wallstraße liegen die Botschaften von Brasilien (Nr. 57), Angola (Nr. 59), Kosovo (Nr. 65), und Australien (Nr. 76–79; Baudenkmal).[13]